# Ocotea heterochroma

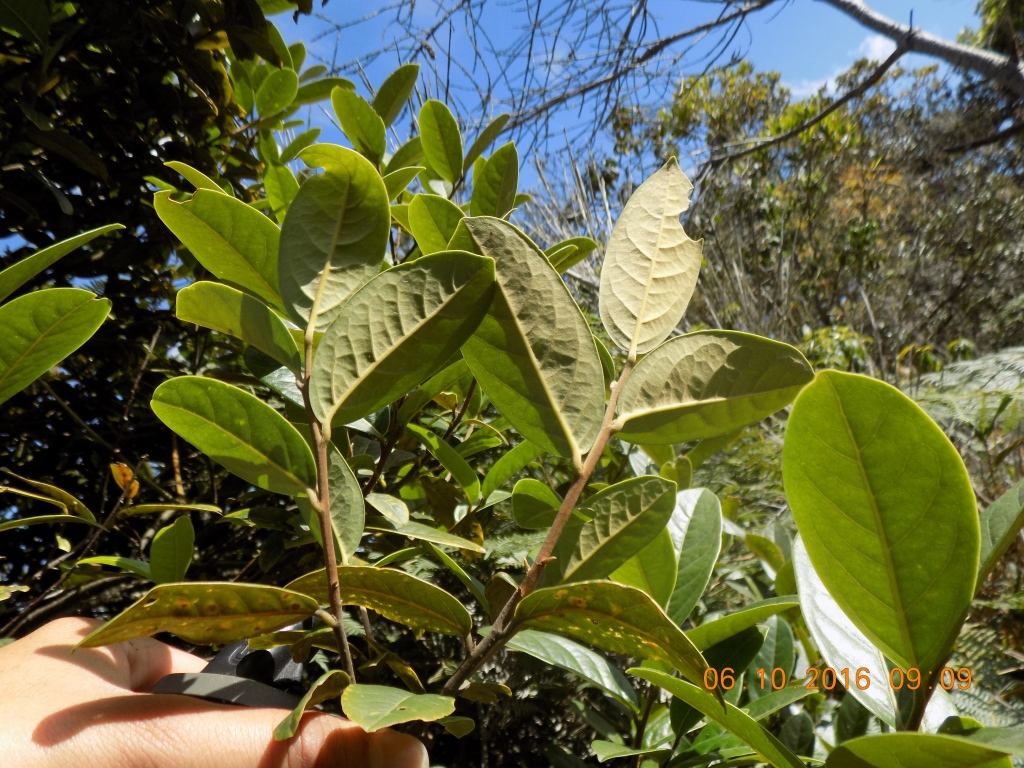

Ocotea heterochroma (Mez & Sodiro ex Mez),  laurel chaquiro  o laurel amarillo, es un árbol que pertenece a la familia de las lauráceas, crece entre los 2500 y los 3000 ms.n.m., en bosques que suelen ser achaparrados. Aunque actualmente no superan los 15 metros de altura, pueden alcanzar 30 m y casi un metro de diámetro a la altura del pecho.  Este laurel constituye una de las maderas más finas en la alta montaña. Son árboles corpulentos, de follaje glabro, lámina de hasta 10 cm de longitud, coriáceas por su consistencia similar al cuero, con los nervios amarillentos, de los cuales el central es aplanado y amplio, Es una especie escasa, de madera dura y pesada. Crece en bosques maduros entre los 2900 y 3300 metros sobre el nivel del mar, con frecuencia se encuentran tocones con rebrotes y árboles aislados en potreros.

## Descripción
Posee hojas simples, alternas, sin estípulas, sin exudado, glabras, discoloras cuando son adultas, es decir, verde en el haz y de color blanquecino o ferruginoso en el envés. Posee una nervadura central de color amarillento marcada especialmente en el envés, con ápice levemente acuminado. Posee olor típico de la familia. La madera es color amarilla en tono suave. El fruto es típico de la familia, en este caso.
Esta especie se ha encontrado en Cundinamarca, en la vía que conduce a Tenjo desde La Punta, cerca al Valle del Abra dentro de un relicto de bosque nativo. Se considera que está casi en peligro .

## Distribución
Andes de Colombia y Ecuador. En Colombia presente en las cordilleras Oriental y Central, entre 2700 y 3400 m.

## Galería fotográfica

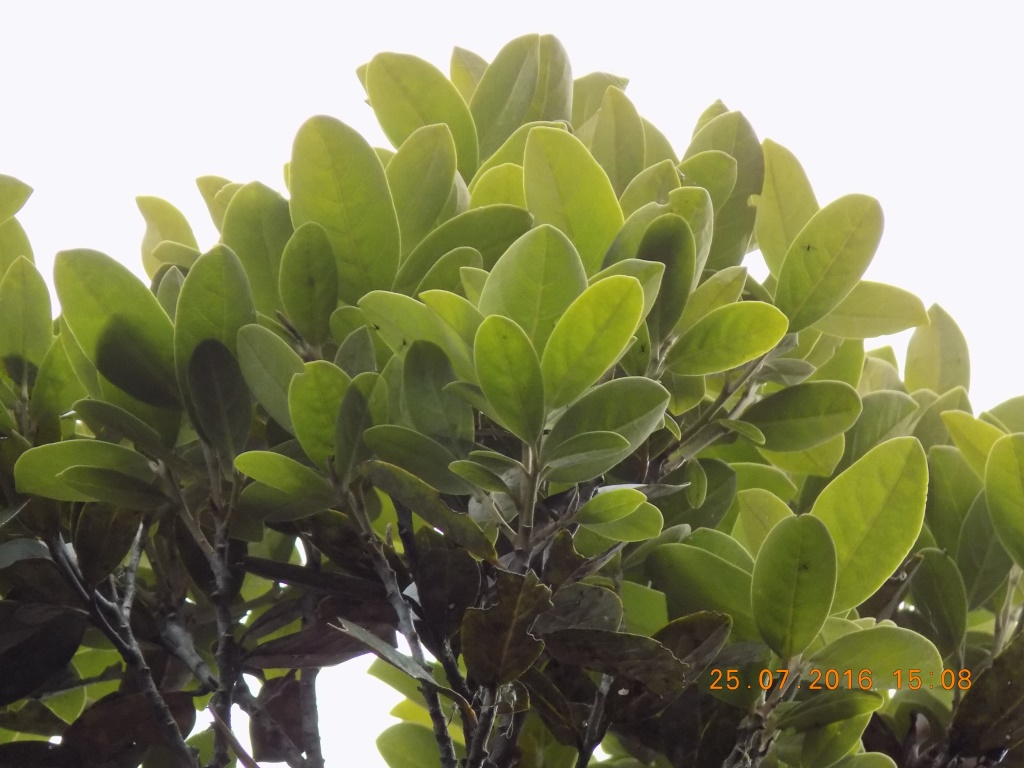
Textura de la copa de Laurel chaquiro.
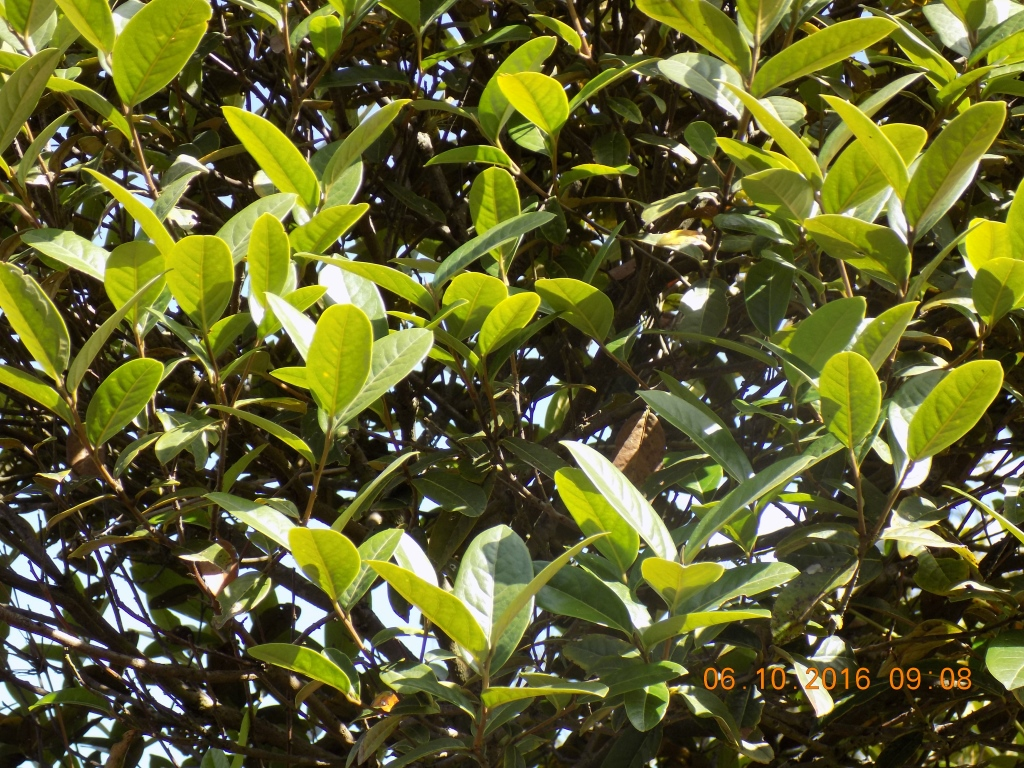
Detalle de copa.
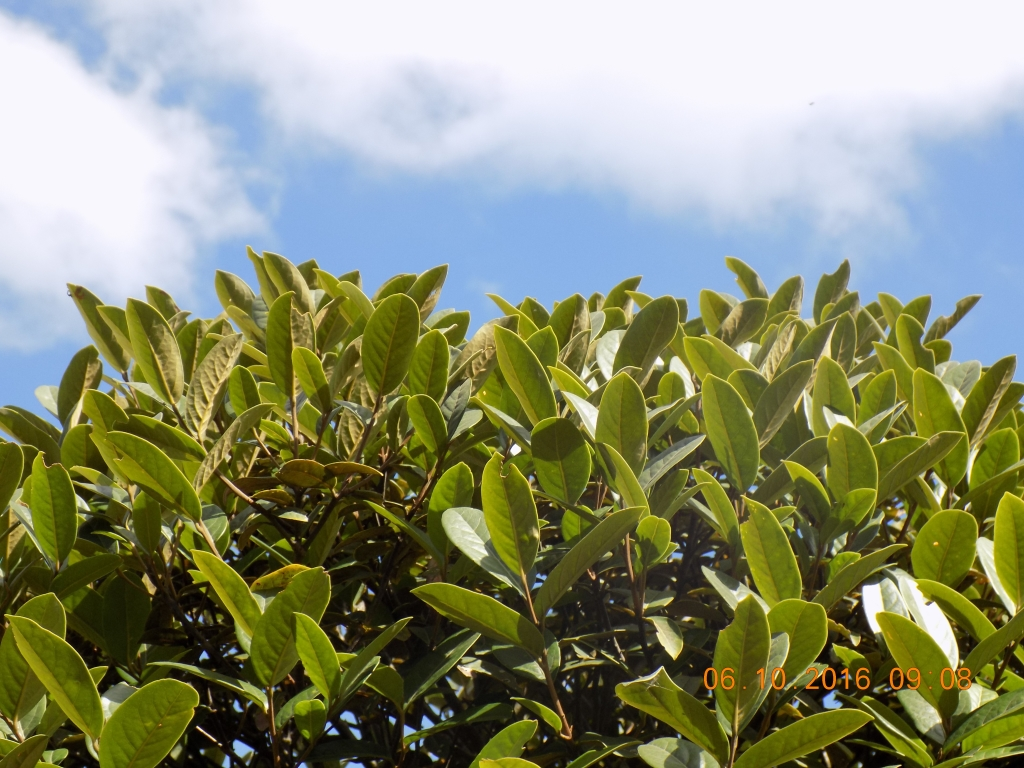
Detalle de copa.
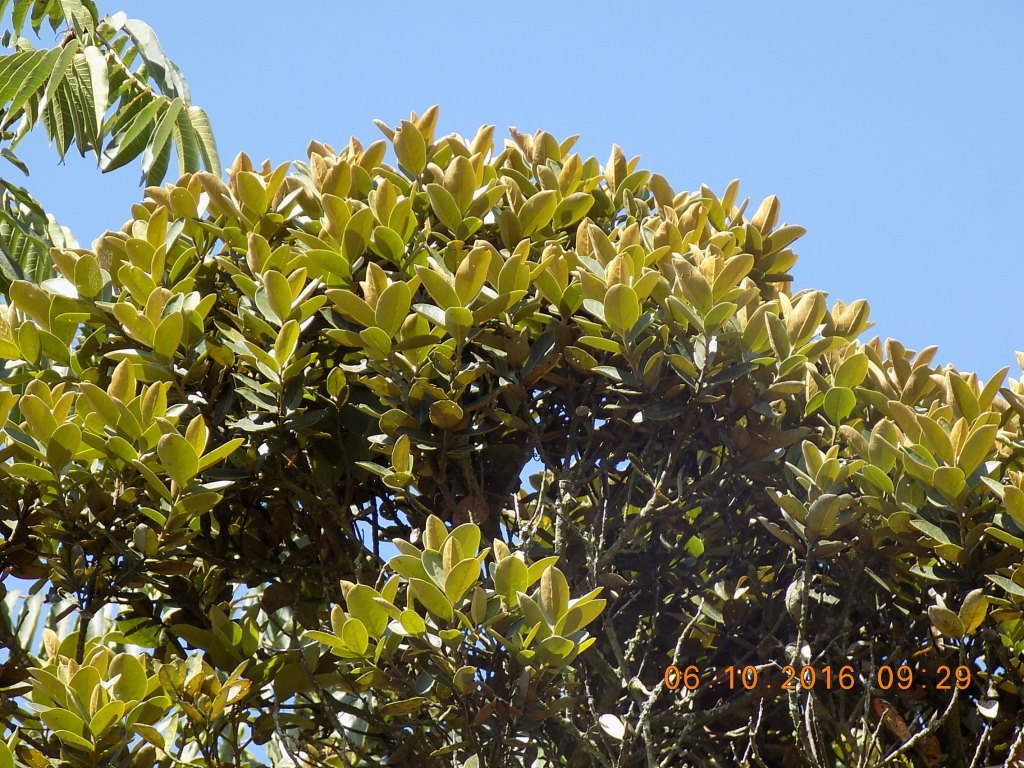
Copa del árbol.
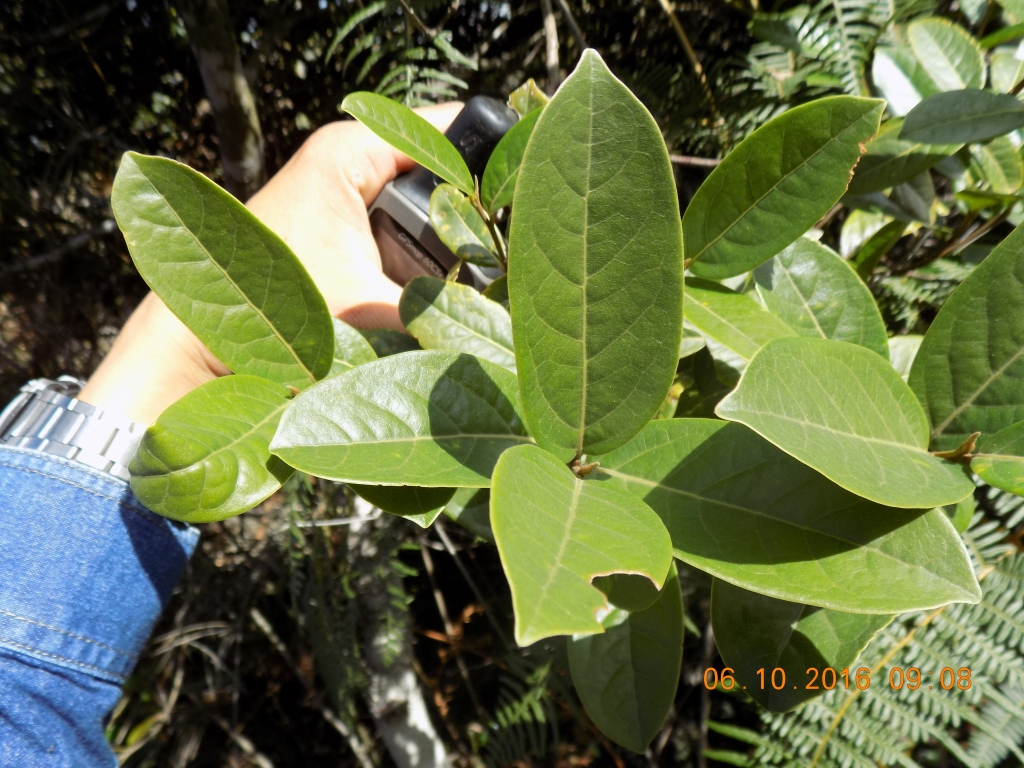
Detalle de hojas.
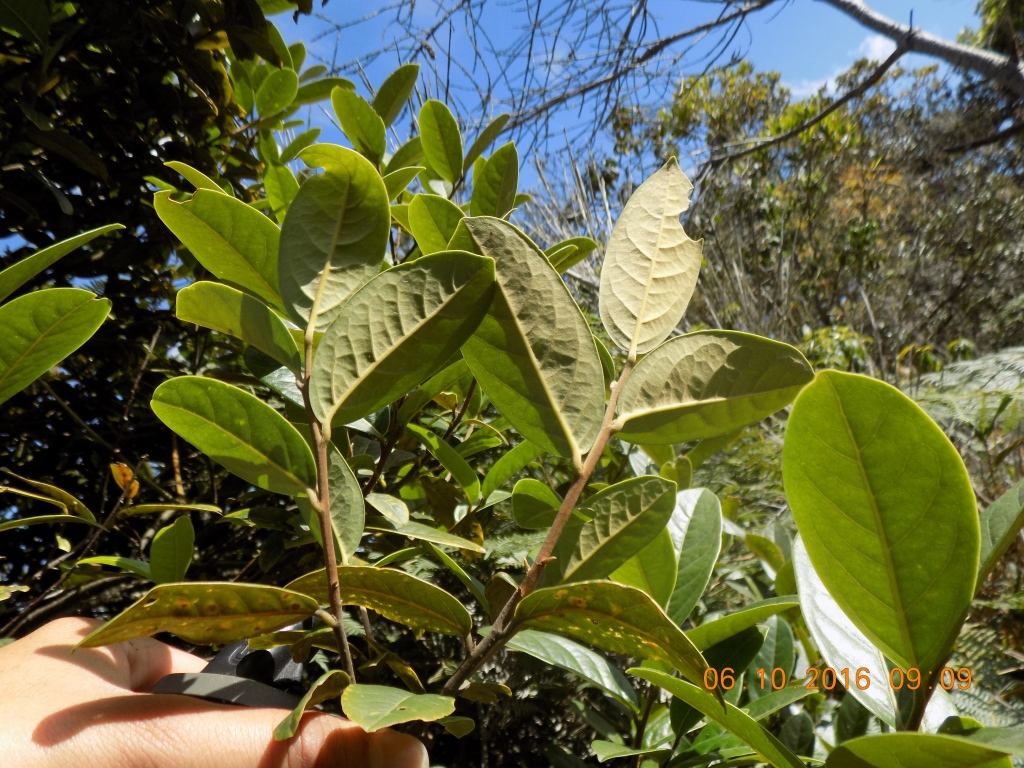
Haz y envés.
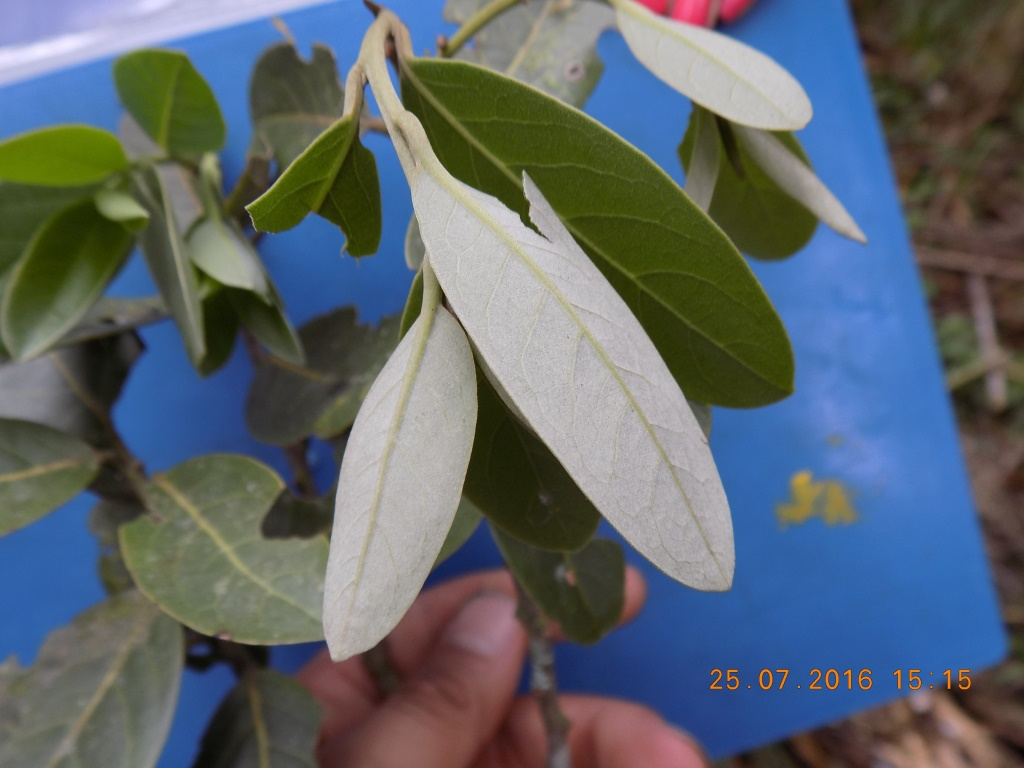
Detalle de envés en hojas adultas.
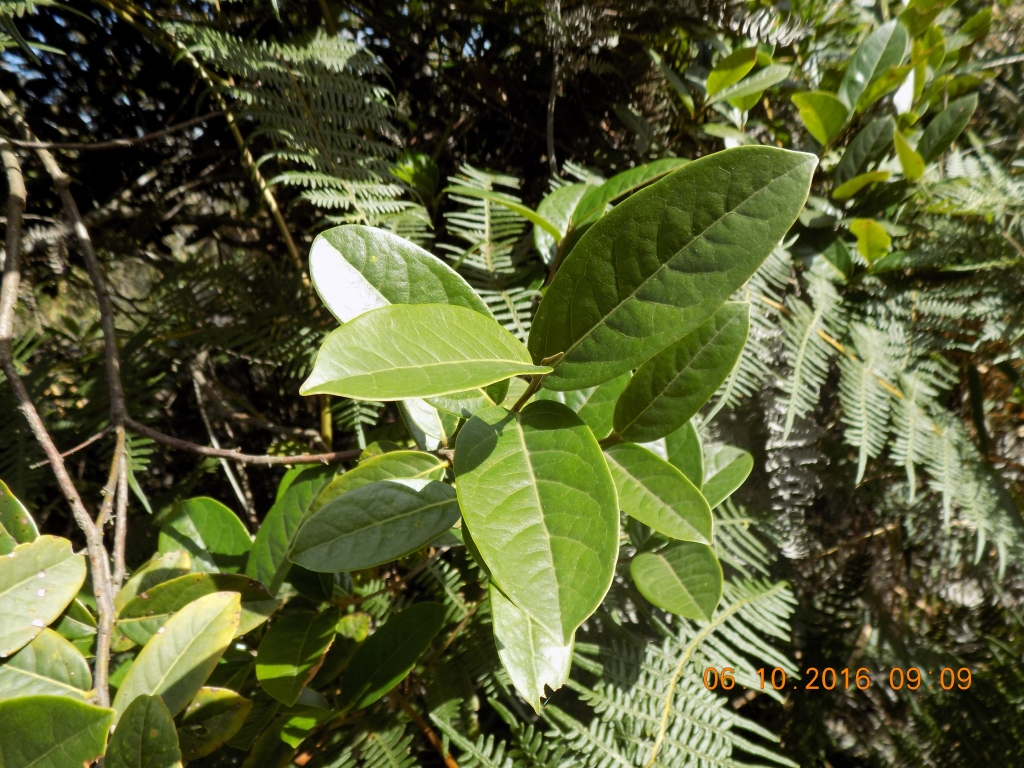
Detalle de hojas.
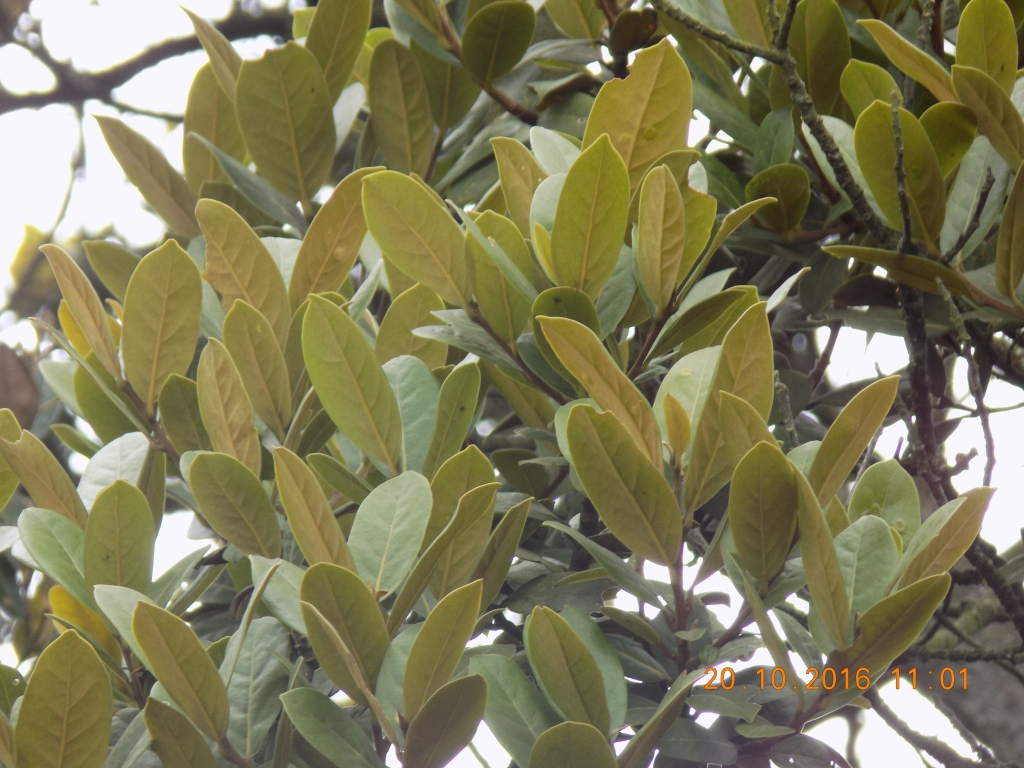
Follaje.
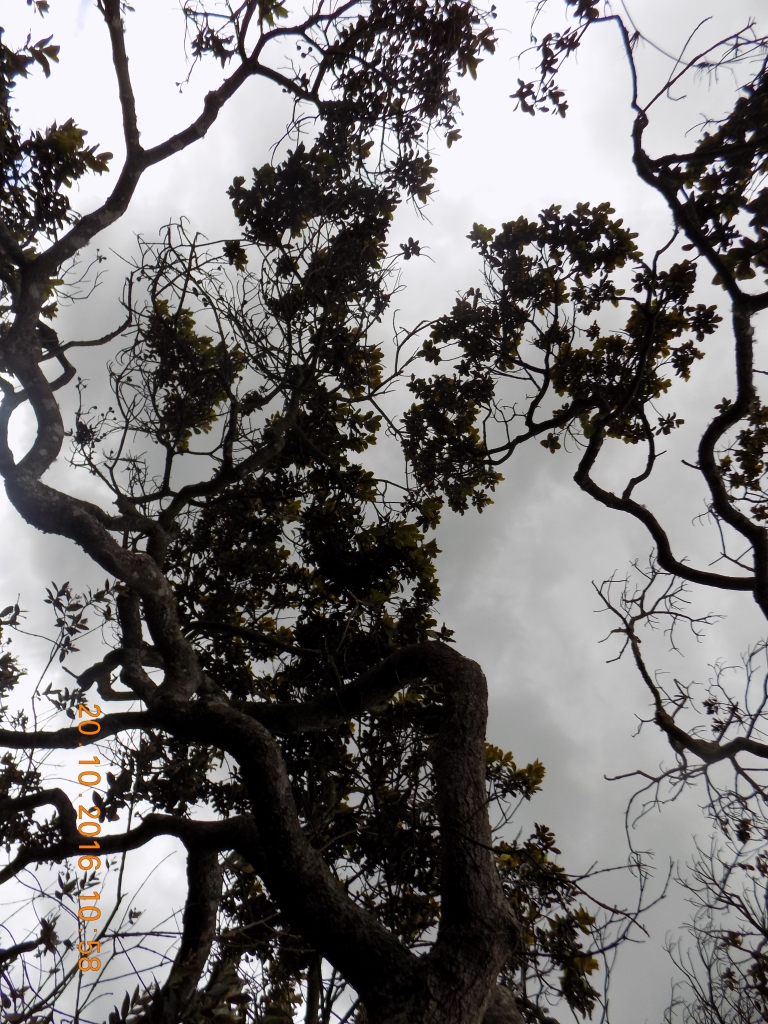
árbol visto desde la base.
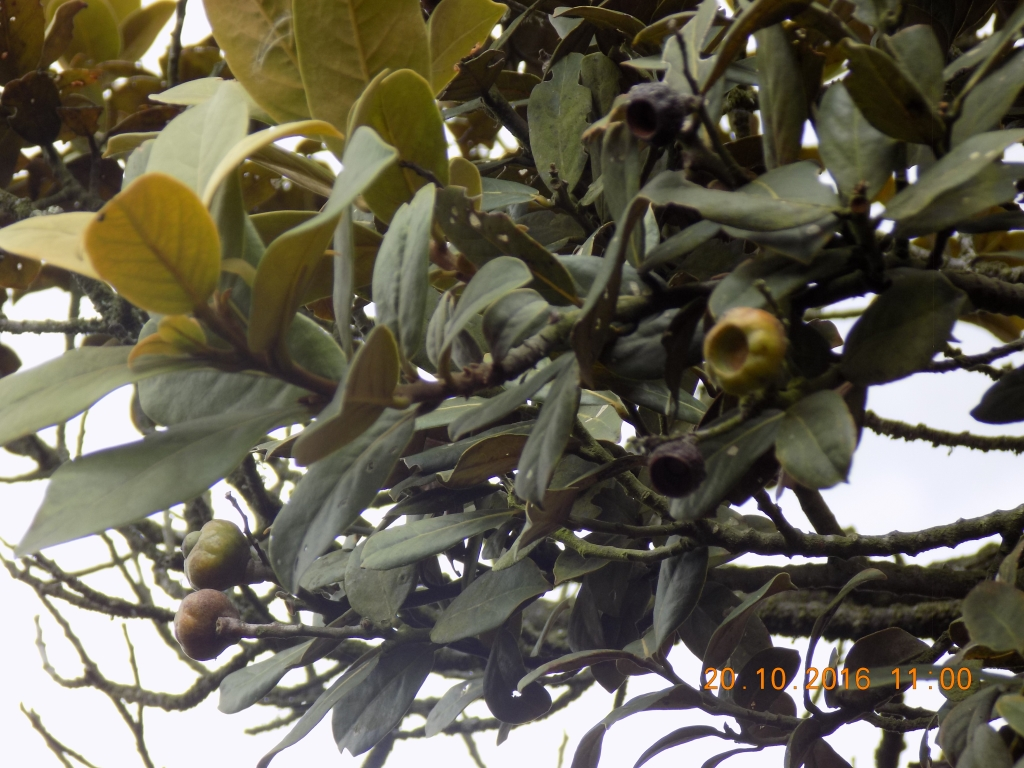
Detalle de los frutos.
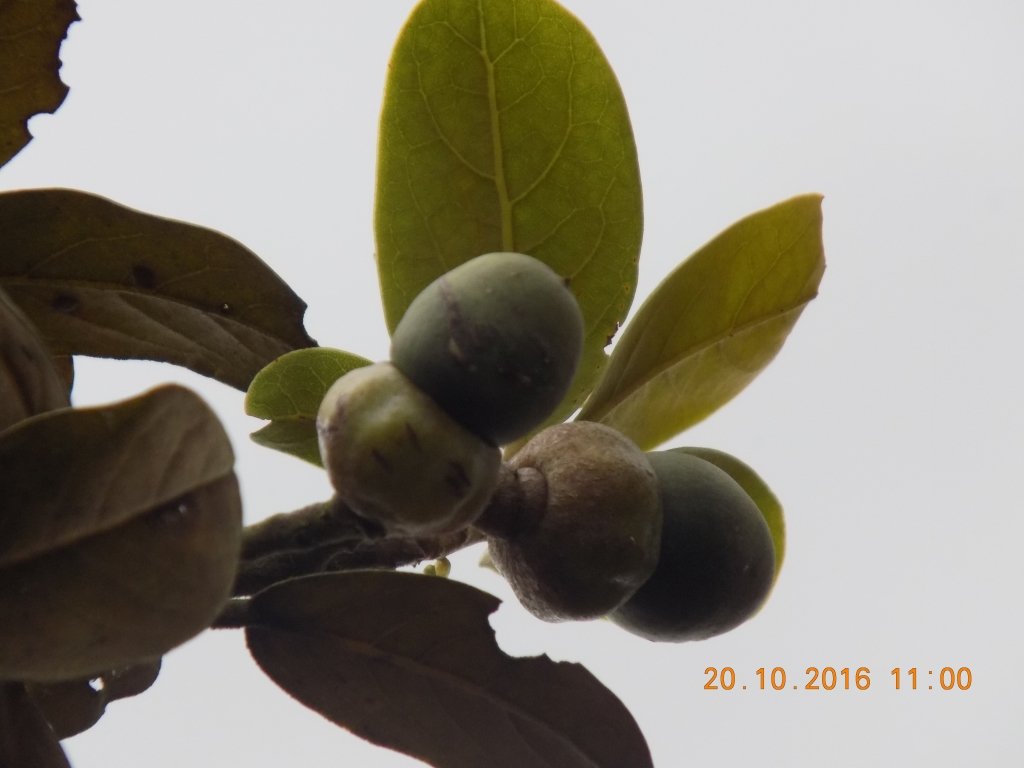
Detalle de los frutos.
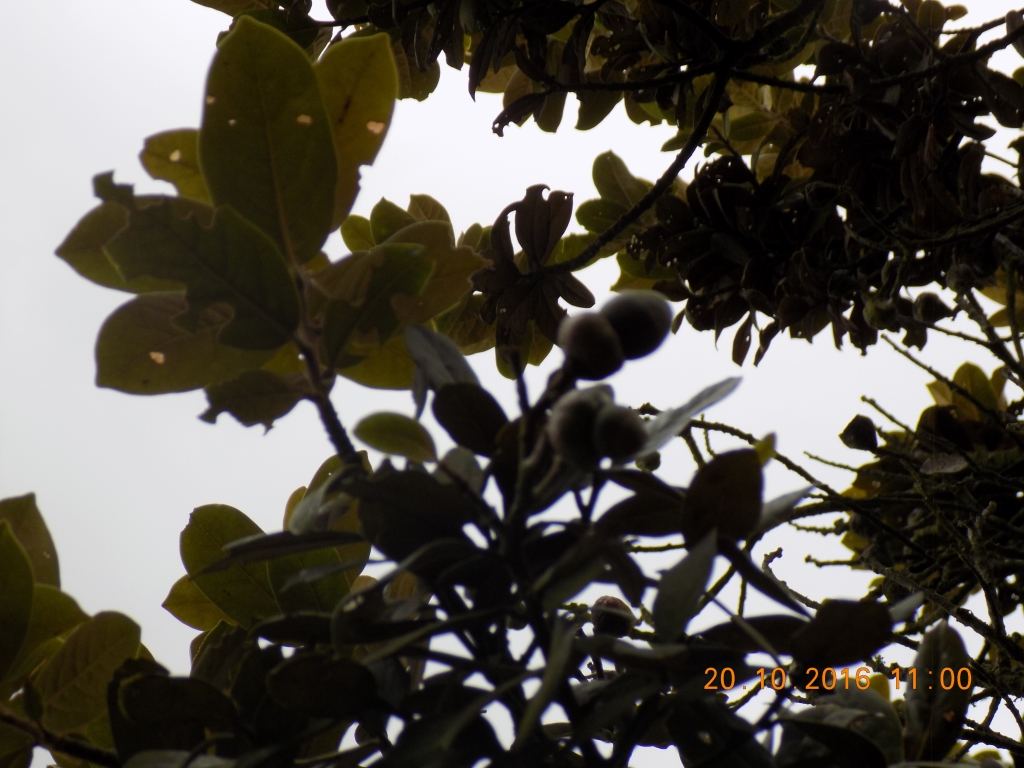
Detalle de copa.
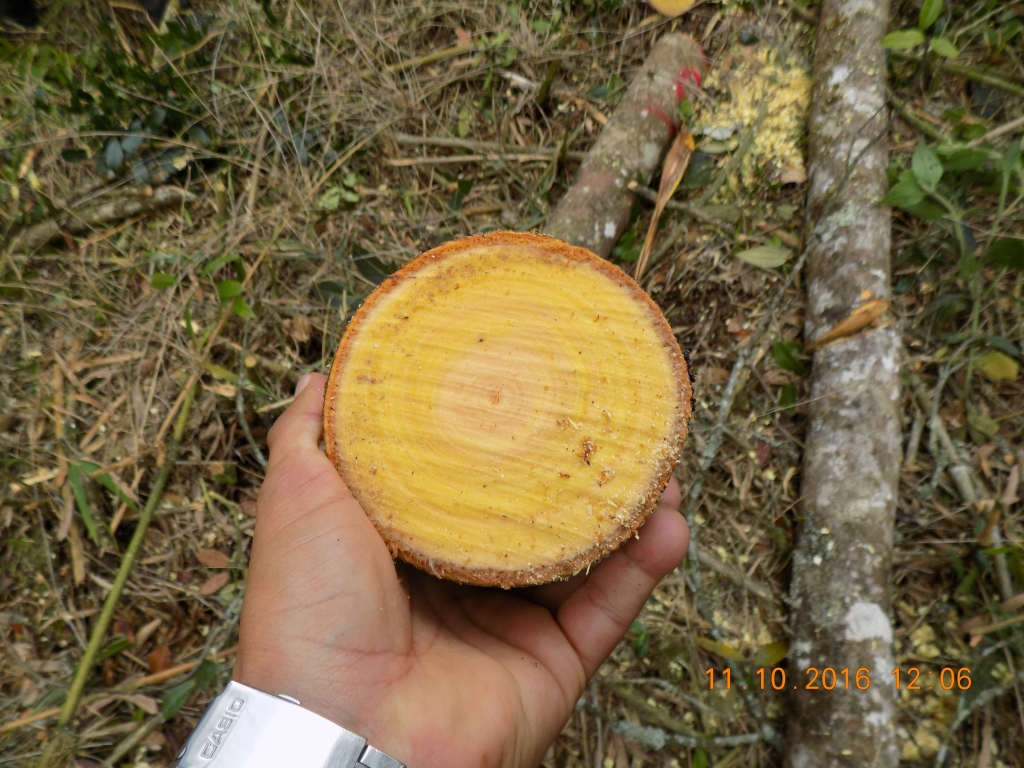
Detalle de una sección transversal de la madera.